# Mo' Wax
Mo' Wax est un label britannique de trip hop et hip-hop expérimental, fondé en 1992 par James Lavelle.

## Histoire
Il est fondé en 1992 par James Lavelle. La création du studio est considérée par certains comme les prémices de la scène du hip-hop expérimental, et reconnu comme le noyau principal durant les années 1990. Parmi les artistes du label, on pourra citer DJ Shadow, DJ Krush, Howie B, La Funk Mob, Money Mark ou encore Blackalicious. Les compilations Headz et Headz 2 sorties respectivement en 1994 et 1997 permettent de se faire une idée du son défendu par le label, et réservent quelques surprises, puisque Autechre, généralement classé electronica, y figure.
Lavelle cède une partie de Mo' Wax à A&M Records (qui fait maintenant partie du Universal Music Group) en 1996. À l'expiration de leur contrat, il signe avec Beggars Group, qui possède toujours une partie du catalogue,.
Le label ferme en 2002, et est célébré en 2014 par une exposition intitulée Urban Archaeology : 21 Years of Mo' Wax. Le label a également publié des jouets et des impressions d'art sous sa marque Mo' Wax Arts (MWA), et a collaboré avec des artistes tels que Mark Gonzales, Mike Mills et Money Mark.
En 2015, Lavelle reprend le label Mo'Wax sous licence pour sortir le single Murmur d'Elliott Power sous la forme d'une édition limitée d'un vinyle de 12 pouces estampillé à la main. Le 26 février 2016, le premier album d'Elliott Power, Once Smitten, sort sur Mo'Wax en collaboration avec Marathon Artists. Il s'agit de la dernière sortie la plus du label.